# Élections législatives polonaises de 1972
Les élections législatives polonaises de 1969 se déroulent le 19 mars 1972. Ce sont les sixièmes élections de la République populaire de Pologne et les septièmes de la Pologne communiste. Elles visent à élire les membres du Sejm, le Parlement polonais.
Les élections sont régies par la Constitution de la République populaire de Pologne. Officiellement, la participation électorale s'élève à 97,9 %.

## Des élections non-démocratiques
La seule liste de candidats autorisée est celle du Front Jedności Narodu (FJN), menée par le Parti ouvrier unifié polonais (PZPR).
Ces élections, comme toutes les autres du régime communiste polonais ne sont pas libres mais falsifiées, comme celles des autres démocraties populaires. La distribuation des sièges au Sejm est ainsi décidée par les caciques du FJN ; le rôle des électeurs n'est alors qu'artificiel. Les résultats sont les mêmes qu'aux élections de 1961 et de 1965 et de 1969.

## Résultats
| Parti | Parti                         | %    | Sièges |
| ----- | ----------------------------- | ---- | ------ |
|       | Parti ouvrier unifié polonais | 55,5 | 255    |
|       | Parti paysan unifié           | 25,4 | 117    |
|       | Indépendants                  | 11,1 | 49     |
|       | Parti démocrate               | 8    | 39     |
|       | Total                         | -    | 460    |

## Sources
- (en) Cet article est partiellement ou en totalité issu de l’article de Wikipédia en anglais intitulé « Polish legislative election, 1972 » (voir la liste des auteurs).